# Kopanec (przełęcz)

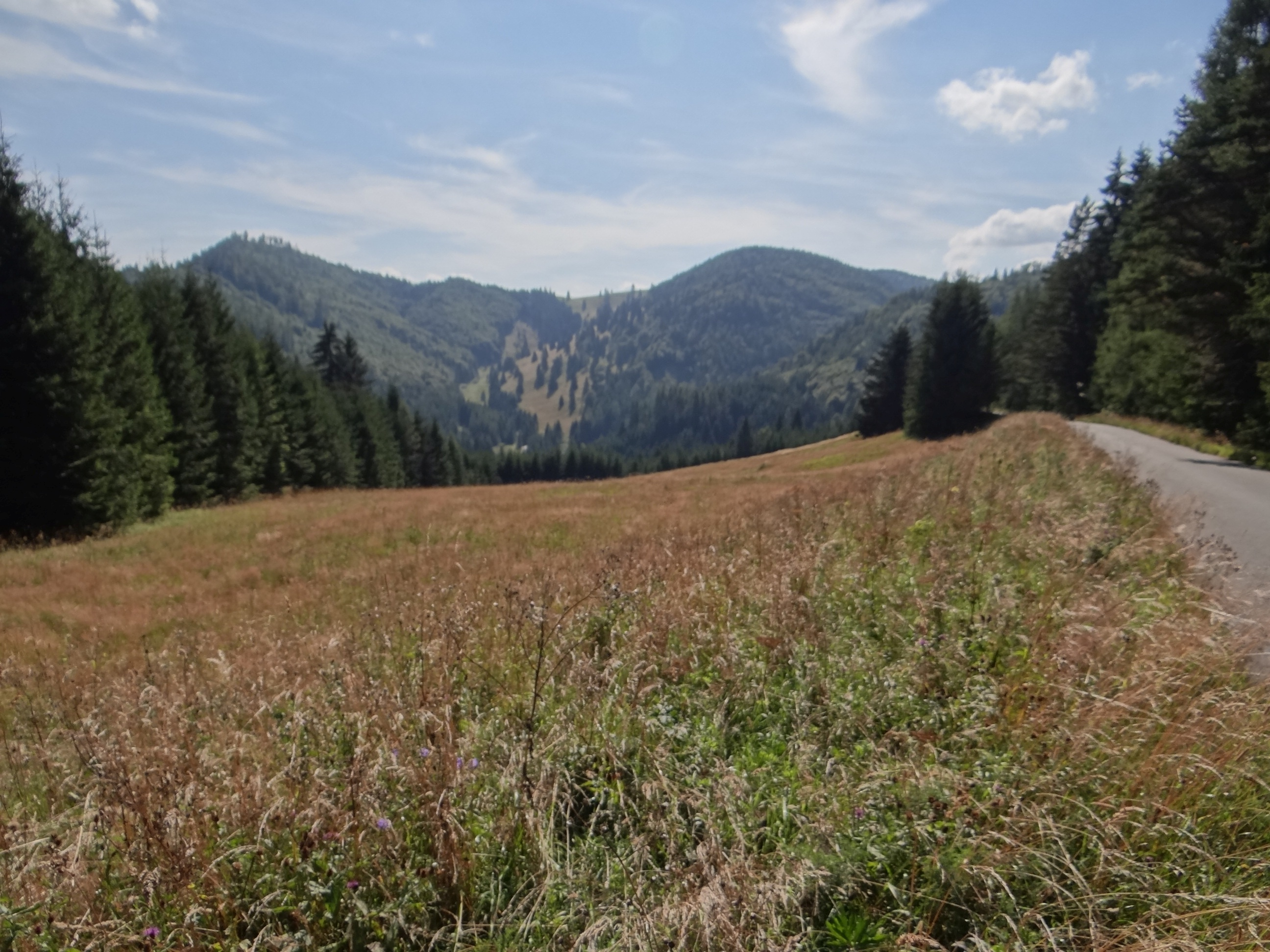
Widok z przełęczy Kopanec na szczyty Kopa i Javorina

Sedlo Kopanec (987 m), w tłumaczeniu na język polski przełęcz Kopanec – przełęcz na zachodnim krańcu Słowackiego Raju, pomiędzy szczytem Kopanec (1132 m) i bezimiennym szczytem o wysokości około 1050 m. Przez przełęcz biegnie droga (tzw. Kopanecká cesta) łącząca miejscowości Hrabušice i Stratená, a nią szlak rowerowy. Przez przełęcz biegnie również szlak turystyki pieszej, także z Hrabušic (a dokładniej z Podlesoka) do Strateny, ale na większości swojej długości inną trasą niż droga samochodowa. Rejon przełęczy oraz wschodnie jej stoki są bezleśne, znajdują się na nich duże połacie łąk o nazwie Kopanecké lúky. Schodzą one aż do dna doliny potoku (jest to bezimienny dopływ Hnilca), a następnie ciągną się na przeciwległych zboczach aż po samą przełęcz oddzielającą szczyty Javorina i Kopa. Na przełęczy znajduje się wiata dla turystów i dydaktyczna tablica informacyjna. Dzięki wielkim łąkom z przełęczy rozciąga się ograniczony widok na dolinę potoku, którą dołem prowadzi droga samochodowa, oraz na szczyty Javorina i Kopa.
Różnica wysokości między Podlesokiem w Hrabušicach a przełęczą Kopanec wynosi 398 m. Cała trasa, zarówno samochodowa, jak i szlak turystyczny prowadzą lasem, rozciągają się z nich tylko miejscami widoki na Dolinę Veľkej Bielej vody, dopiero na przełęczy Kopanec otwierają się szersze widoki.
Szlaki turystyczne
  Podlesok – Hrabušická Píla – Horáreň Sokol – Štvrtocká píla – przełęcz Kopanec – Stratená (Krivian). Czas przejścia: 4 h